# Brice Douglas

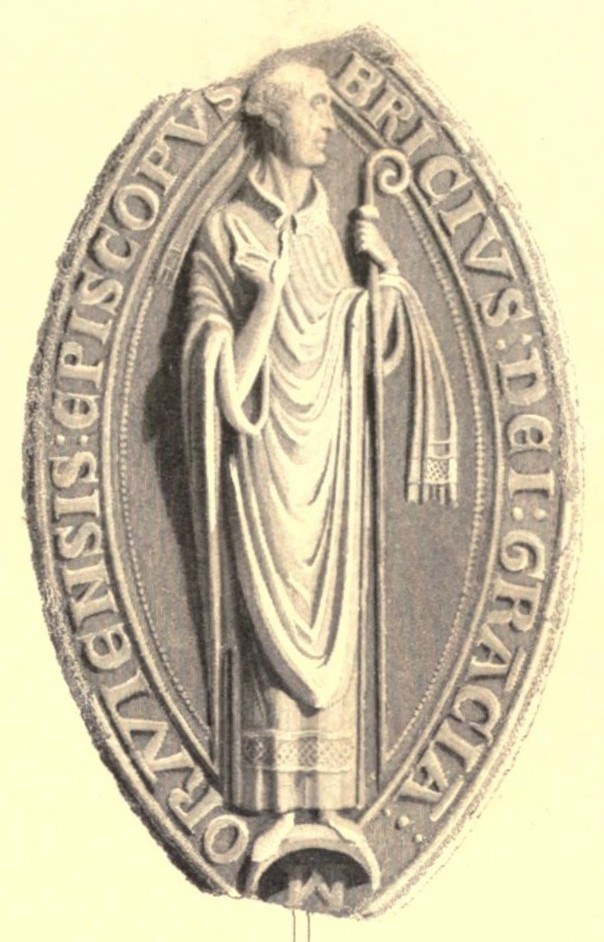
Siegel von Bischof Brice

Brice Douglas († 1222) war ein schottischer Geistlicher. Ab 1203 war er Bischof von Moray.

## Herkunft
Brice Douglas entstammte der älteren Linie der Familie Douglas aus Moray. Er war ein Sohn von William Douglas († 1213). Sein älterer Bruder Archibald Douglas erbte die Besitzungen der Familie. Als jüngerer Sohn wurde Brice Geistlicher und stieg zum Prior von Lesmahagow in Lanarkshire auf. Ein Brice, der zwischen 1188 und 1203 Pfarrer und später Dekan in Moray war, war wahrscheinlich ein Cousin von ihm.

## Bischof von Moray
1203 wurde Brice zum Bischof der Diözese Moray gewählt, wobei er diese Wahl wohl bereits wie die Ernennung zum Prior seiner Verwandtschaft mit der Familie Douglas, aber auch mit den Lords of Duffus verdankte. Zwischen 1206 und 1208 gründete er in Spynie ein Kathedralkapitel für die Diözese, die zuvor keinen festen Sitz hatte. Als Vorbild der Regeln des Kapitels benutzte er die Regeln des Kathedralkapitels von Lincoln. Zum Dekan ernannte er seinen Bruder Freskin, der zuvor Pfarrer von Douglas gewesen war. Drei weitere Brüder von ihm wurden Kanoniker des Kapitels. Im November 1215 nahm Douglas mit anderen schottischen Bischöfen am vierten Laterankonzil teil. Nach dem Ende des Konzils reiste Douglas zurück nach Schottland, doch während seiner Abwesenheit war es zwischen Schottland und England zum Krieg gekommen. Am 15. Februar 1216 gewährte der englische König Johann Ohneland Douglas freies Geleit, möglicherweise sollte er als Bote zum schottischen König Alexander II. reisen. Nach dem Ende des Kriegs beschuldigte der päpstliche Legat Guala Douglas, dass er als einer wichtigsten Ratgeber des schottischen Königs mit verantwortlich für den Krieg gegen England gewesen war. Deshalb musste er 1218 erneut zur Kurie reisen, um vom Papst die Absolution für die gegen ihn verhängte Exkommunikation zu erlangen. Im selben Jahr beschuldigte ihn sein Archidiakon, der zugleich Kanzler der Kathedrale war, zahlreicher Vergehen. Douglas soll von seinen Untertanen die Abgabe eines Achten, möglicherweise sogar eines Drittels, ihres Besitzes erpresst haben. Er soll Vollmachten erteilt haben, ohne den Fall zu prüfen, und für geistliche Weihen Gebühren verlangt haben. Gegen Geld soll er auch Eheaufhebungen zugestimmt haben. Das Geld soll er für Prostituierte ausgegeben haben. Inwieweit diese Beschuldigungen der Wahrheit entsprachen, ist nicht bekannt.